# العلاقات النرويجية الروسية
العلاقات النرويجية الروسية هي العلاقات الثنائية التي تجمع بين النرويج وروسيا.

## مقارنة بين البلدين
هذه مقارنة عامة ومرجعية للدولتين:
| وجه المقارنة                                              | النرويج                                                   | روسيا                                   |
| --------------------------------------------------------- | --------------------------------------------------------- | --------------------------------------- |
| المساحة (كم2)                                             | 385.21 ألف                                                | 17.08 مليون                             |
| عدد السكان (نسمة)                                         | 5.33 مليون                                                | 146.80 مليون                            |
| الكثافة السكانية (ن./كم²)                                 | 13.84                                                     | 8.59                                    |
| العاصمة                                                   | أوسلو                                                     | موسكو                                   |
| اللغة الرسمية                                             | بوكمول، لغات السامي، نينوشك، اللغة النرويجية              | اللغة الروسية                           |
| العملة                                                    | كرونة نروجية                                              | روبل روسي                               |
| الناتج المحلي الإجمالي (بليون دولار)                      | 398.83 مليار                                              | 1.58 تريليون                            |
| الناتج المحلي الإجمالي (تعادل القوة الشرائية) بليون دولار | 322.23 مليار                                              | 3.69 تريليون                            |
| الناتج المحلي الإجمالي الاسمي للفرد دولار أمريكي          | 74.40 ألف                                                 | 9.09 ألف                                |
| الناتج المحلي الإجمالي للفرد دولار أمريكي                 | 65.61 ألف                                                 |                                         |
| مؤشر التنمية البشرية                                      | 0.944                                                     | 0.798                                   |
| رمز المكالمات الدولي                                      | +47                                                       | +7                                      |
| رمز الإنترنت                                              | .no                                                       | .ru، .рф، .рус ‏، .su                    |
| المنطقة الزمنية                                           | ت ع م+01:00، ت ع م+02:00، توقيت وسط أوروبا، أوروبا/أوسلو ‏ | Magadan Time ‏، ت ع م+02:00، ت ع م+12:00 |

## مدن متوأمة
في ما يلي قائمة باتفاقيات التوأمة بين مدن نرويجية وروسية:
- ترتبط كاراشوك مع Lovozero (rural locality) [الإنجليزية]‏ باتفاقية توأمة.
- ترتبط Ballangen Municipality [الإنجليزية]‏ مع توسنو باتفاقية توأمة منذ 1999.
- ترتبط هامرفست مع كولا باتفاقية توأمة.
- ترتبط بودو مع فيبورغ باتفاقية توأمة.
- ترتبط هارستاد مع كيروفسك باتفاقية توأمة.[18]
- ترتبط ترومسو مع مورمانسك باتفاقية توأمة منذ 10 يوليو 1972.
- ترتبط موس مع فيليكي نوفغورود باتفاقية توأمة.[19]
- ترتبط سورتلاند مع مونتشيغورسك باتفاقية توأمة.
- ترتبط أوسلو مع سانت بطرسبرغ باتفاقية توأمة منذ 2001.
- ترتبط ألتا مع أباتيتي باتفاقية توأمة.
- ترتبط شيركنيس مع Nikel [الإنجليزية]‏ باتفاقية توأمة.
- ترتبط مو إي رانا مع بيتروزوفودسك باتفاقية توأمة منذ 1992.
- ترتبط Mosjøen [الإنجليزية]‏ مع فولخوف باتفاقية توأمة.
- ترتبط سور فارانغر مع سفيرومورسك باتفاقية توأمة.
- ترتبط فادسو مع مورمانسك باتفاقية توأمة منذ 30 أبريل 1973.
- ترتبط تانا مع Tersky District, Murmansk Oblast [الإنجليزية]‏ باتفاقية توأمة.
- ترتبط بودو (بلدية) مع فيبورغ باتفاقية توأمة.
- ترتبط شين مع بيلوزيرسك باتفاقية توأمة منذ 1995.

## منظمات دولية مشتركة
يشترك البلدان في عضوية مجموعة من المنظمات الدولية، منها:
| علم المنظمة | اسم المنظمة                        | تاريخ انضمام النرويج | تاريخ انضمام روسيا |
| ----------- | ---------------------------------- | -------------------- | ------------------ |
|             | المنظمة الهيدروغرافية الدولية      | ?                    | ?                  |
|             | المجلس القطبي                      | ?                    | 19 سبتمبر 1996     |
|             | منظمة الشرطة الجنائية الدولية      | ?                    | 27 سبتمبر 1990     |
|             | الاتحاد البريدي العالمي            | ?                    | ?                  |
|             | منظمة التجارة العالمية             | 1995                 | 22 أغسطس 2012      |
|             | الفريق المعني برصد الأرض           | ?                    | ?                  |
|             | مجموعة الموردين النوويين           | ?                    | ?                  |
|             | مؤسسة التنمية الدولية              | 24 سبتمبر 1960       | 16 يونيو 1992      |
|             | اتفاقية السماوات المفتوحة          | ?                    | ?                  |
|             | منظمة الأمن والتعاون في أوروبا     | 25 يونيو 1973        | 1992               |
|             | مؤسسة التمويل الدولية              | 20 يوليو 1956        | 12 أبريل 1993      |
|             | مجلس أوروبا                        | 5 مايو 1949          | 28 فبراير 1996     |
|             | منظمة حظر الأسلحة الكيميائية       | ?                    | ?                  |
|             | الأمم المتحدة                      | 27 نوفمبر 1945       | 24 أكتوبر 1945     |
|             | الاتحاد الدولي للاتصالات           | 1866                 | 1866               |
|             | البنك الدولي للإنشاء والتعمير      | 27 ديسمبر 1945       | 16 يونيو 1992      |
|             | وكالة ضمان الاستثمار متعدد الأطراف | 9 أغسطس 1989         | 29 ديسمبر 1992     |
|             | مجلس دول بحر البلطيق               | ?                    | ?                  |
|             | نظام تحكم تكنولوجيا القذائف        | 1990                 | 1995               |
|             | يونسكو                             | 4 نوفمبر 1946        | 21 أبريل 1954      |

## أعلام
هذه قائمة لبعض الشخصيات التي تربطها علاقات بالبلدين:
- آن الكييفية (1025 – 5 سبتمبر 1075)
- ياروسلاف الحكيم (978[28] – 20 فبراير 1054)

## وصلات خارجية
- موقع وزارة الخارجية النرويجية
- موقع وزارة الخارجية الروسية